# Pieter Coecke van Aelst
Pieter Coecke van Aelst o Pieter van Aelst (Aalst -Alost en español-, 14 de agosto de 1502-Bruselas, 6 de diciembre de 1550) fue un pintor, grabador, dibujante y editor flamenco. Es también recordado como productor de tapices y porque fue suegro de Pieter Brueghel el Viejo. Fue nombrado pintor de la corte de Carlos V, emperador del Sacro Imperio Romano Germánico.
Coecke van Aelst era políglota. Publicó traducciones al flamenco (neerlandés), francés y alemán de tratados de arquitectura romana antigua e italiana moderna. Estas publicaciones desempeñaron un papel fundamental en la difusión de las ideas renacentistas en el norte de Europa. Contribuyeron a la transición en el norte de Europa desde el estilo gótico tardío imperante entonces hacia una arquitectura moderna «orientada a la antigüedad. No hay que confundirlo con Pieter van Aelst, un famoso productor de tapices.

## Biografía
Era hijo del teniente de alcalde de Aalst.

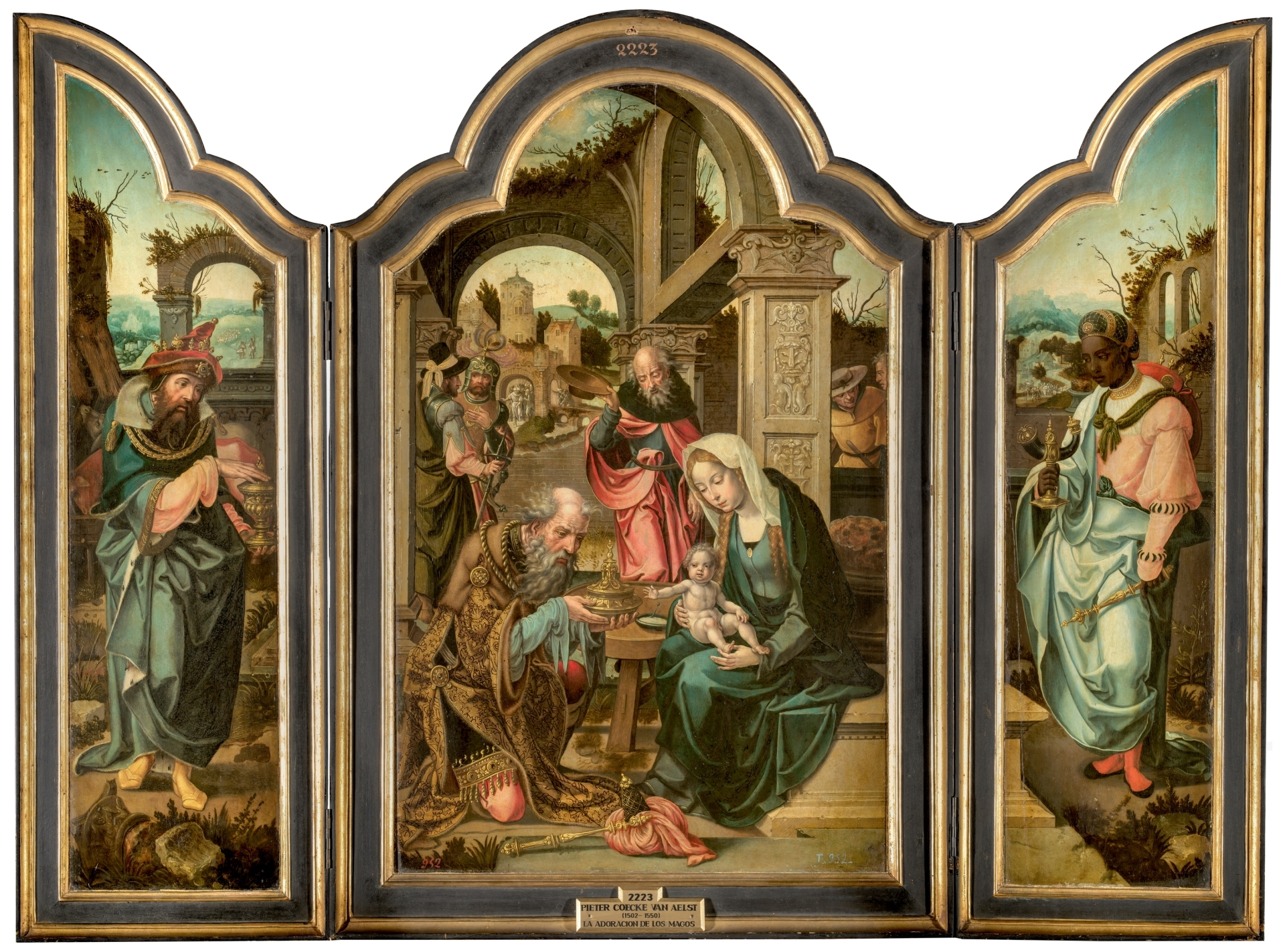
Adoración de los Magos, hacia 1530, Museo del Prado.

Según Karel van Mander, estudió con Bernaert van Orley en Bruselas. Hacia 1525 viaja a Italia y a su regreso a Flandes entra en la Guilda de San Lucas (el gremio de pintores) de Amberes, en la que figura inscrito en 1527. Entre 1533 y 1534 residió en Estambul. Hay duda acerca del motivo por el cual decidió realizar dicho viaje, considerándose dos hipótesis. Una de ellas establecía que viajó como séquido del embajador Carlos V y María de Hungría, para los cuales empezó a trabajar tras su viaje a Italia. Por otro lado, se cree que la finalidad fue la de ampliar sus conocimientos dentro de la industria tapicera para hacer negocio con ello. Siguiendo esta segunda teoría, allí diseñó una serie de siete tapices en honor de Suleimán el Magnífico, pero no tuvo éxito y estos no llegaron a tejerse. En su viaje realizó una serie de dibujos que en 1550 serían grabados en madera por su segunda esposa con el título Usos y costumbres de los turcos. Este fue uno de los aspectos que le hizo más conocido, ya que los dibujos mostraban diferentes panorámicas de Estambul, que figuraban de fondo en distintas actividades simbólicas de la vida de la ciudad, como eran las tradiciones funerarias, descripción de fiestas de circuncisión, así como el Sultán y su cortejo paseando por el Hipódromo, o aspectos militares como el Campamento en Eslovenia.

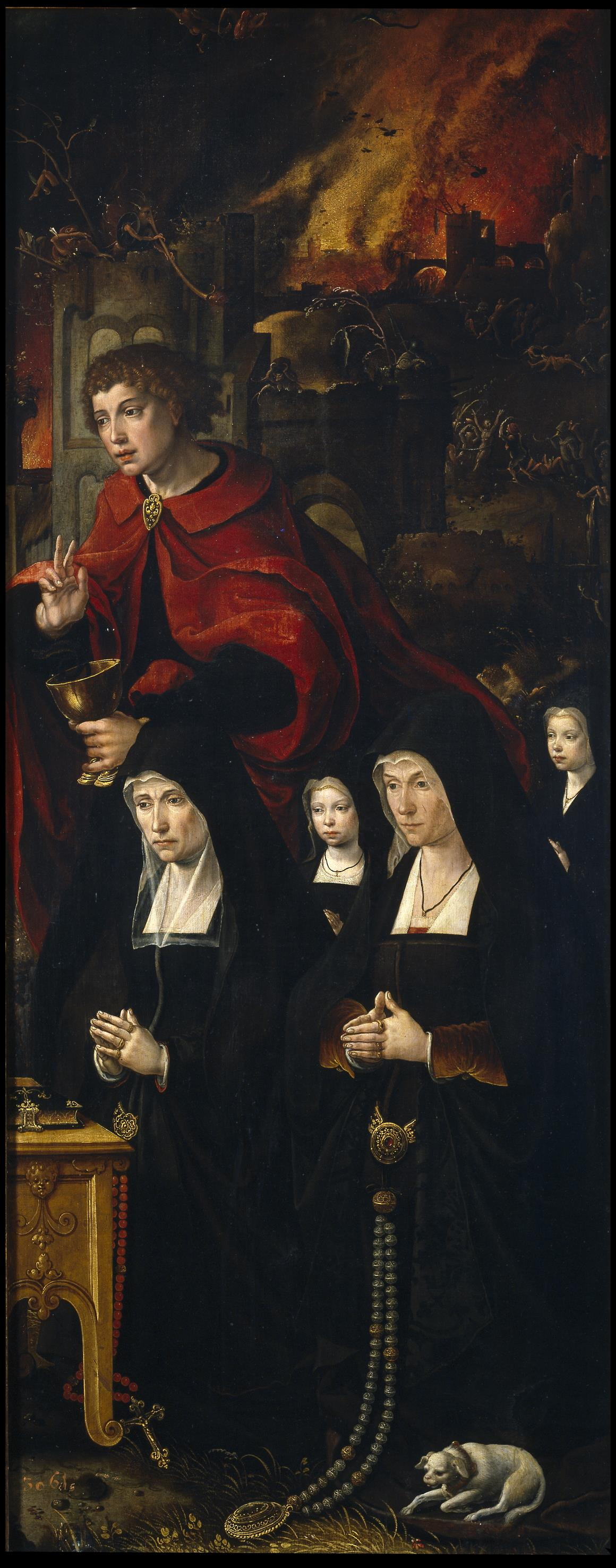
San Juan Evangelista con dos damas y dos niñas orantes / San Adrián, 1532, Museo del Prado.

Se casó con Anna van Dornicke, hija del pintor Jan van Dornicke. Cuando este murió, Coecke heredó su taller, que era importante y tenía bastante producción. Tras el fallecimiento de su primera mujer tuvo una relación con Antonia van der Sant y posteriormente se casó en segundas nupcias con Mayken Verhulst Bessemers, que fue igualmente una artista, famosa por sus miniaturas y acuarelas y, según van Mander, la primera maestra de sus nietos, Pieter Brueghel el Joven y Jan Brueghel de Velours. En 1544 se estableció en Bruselas, donde estableció un taller de pinturas y tapices.

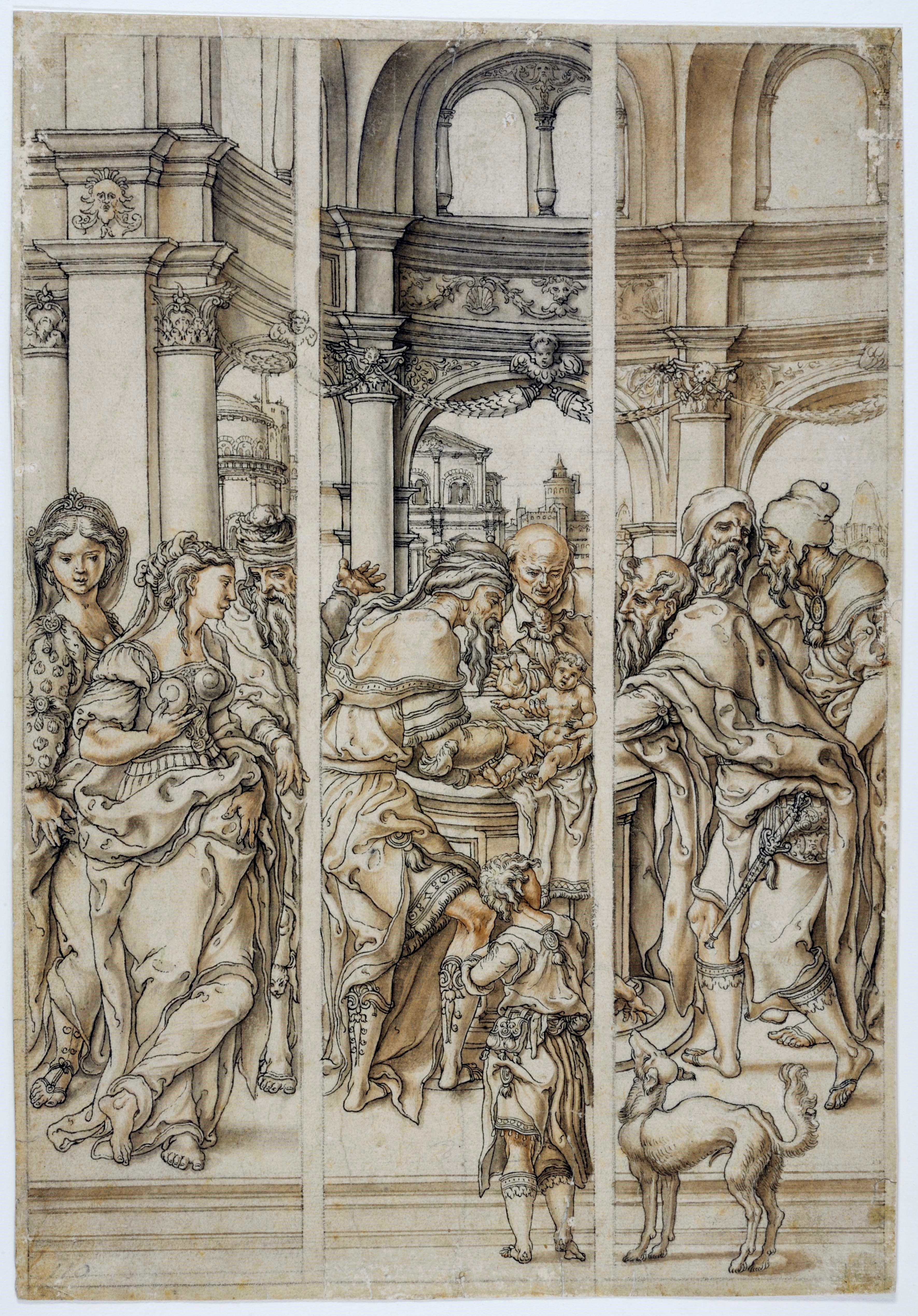
Circuncisión, dibujo.

Fue considerado uno de los líderes de la Escuela de Amberes. Realizó una extensa producción de cuidada factura. Al principio su obra estuvo influida por su maestro van Orley y por su suegro van Dornicke, pero luego evolucionó hacia lo que se ha calificado como manierismo antuerpiense, próximo a las obras tardías de Rafael y a los romanistas, combinando las influencias italianas con el naturalismo local. También, en este viaje a Amberes, recibió una importante influencia por parte del pintor flamenco Jan Gossaert, conocido como Mabuse. Felipe II coleccionó sus obras con interés. Sin embargo, Coecke no arriesgó con novedades originales y actualmente ocupa un lugar secundario en la Historia del arte, eclipsado por otros artistas. En su amplio taller tuvo como discípulos entre otros a Gillis van Coninxloo, Willem Key, Hans Vredeman de Vries, Michiel Coxcie. Van Mander afirma que también fue discípulo suyo Pieter Brueghel el Viejo, quien con el tiempo se casó con la hija de van Aelst, Mayken (María), si bien su obra no denota ninguna influencia suya. 
En el ámbito de la pintura, una de sus obras más destacada podría ser el Tríptico de la Adoración de los Magos del Museo del Prado, atribuido a Coecke por el historiador del arte Georges Hulin de Loo. Esta fue una obra reproducida en varias ocasiones durante esta época y en el taller al que pertenecía Coecke. Su estilo pictórico, caracterizado por una clara influencia italiana, sin dejar olvidada la tradición flamenca y el gusto por los detalles, quedaría reflejado en la representación de La Anunciación en el panel izquierdo de este tríptico. En él se encuentra el gusto por los detalles tales como las vestiduras y los cabellos de los personajes que dejan ver, a través de sus movimientos, las actitudes cargadas de dinamismo, marcando los contrappostos, y todo ello bajo la influencia de la maniera representada en el uso del color.

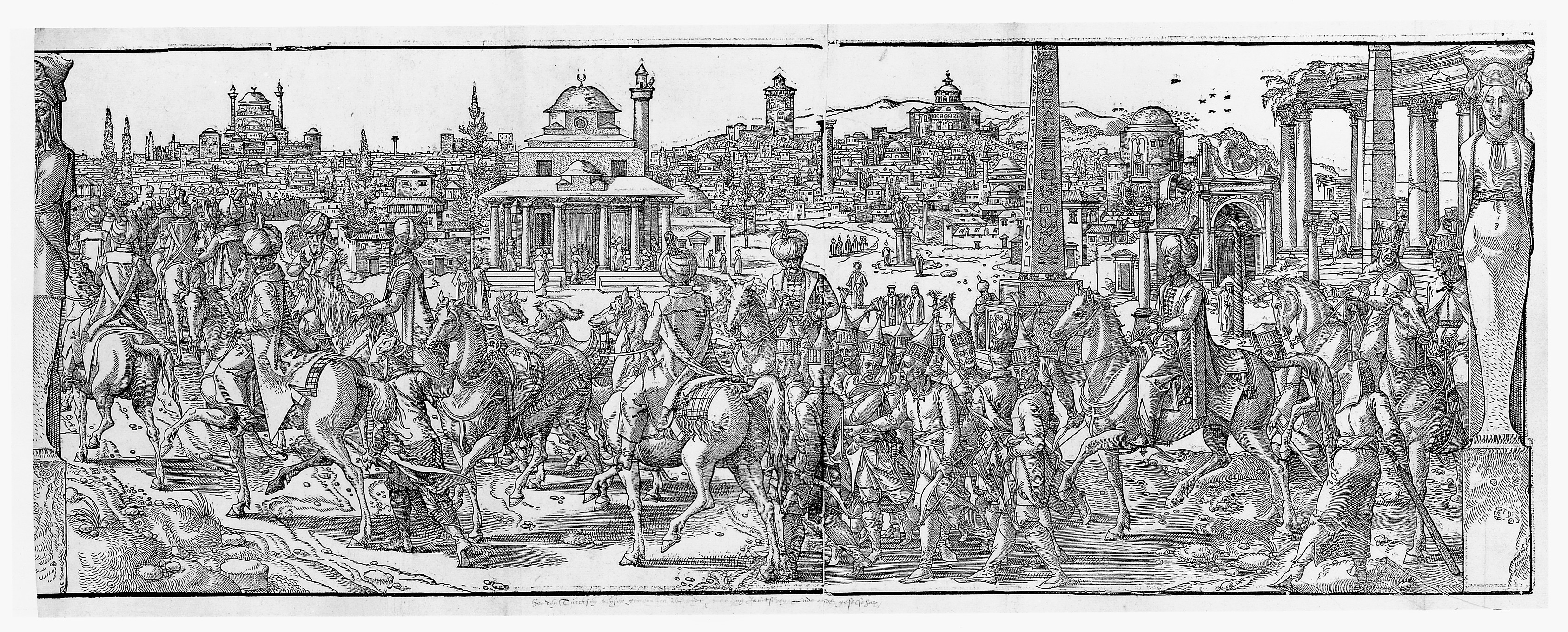
Sultán paseando por ruinas del Hipódromo (Las costumbres y los usos de los Turcos), estampa

El taller de Van Aelst es asimismo bien conocido por sus obras grabadas y por los tapices. Coecke también diseñó vidrieras.
Su interés por la arquitectura le llevó a traducir y editar diversos tratados sobre el tema, siendo precisamente su faceta de editor la más influyente de su actividad. Al igual que sus cuadros, los libros que editó delatan la ascendencia italiana. En particular, van Aelst destaca por su traducción del tratado de arquitectura de Sebastiano Serlio I Sette libri dell'architettura (Los siete libros de la arquitectura), que publicó en 1539 y que desempeñó un papel crucial en la expansión de las ideas arquitectónicas renacentistas en los Países Bajos Españoles, acelerando la transición desde el gótico tardío, que allí era aún dominante por entonces. La traducción inglesa de 1611 se haría de la versión de van Aelst, más que de la original en italiano. También publicó una traducción de Vitruvio. Este interés por la arquitectura y su estudio a través de las traducciones, quedaron constatados en sus pinturas a través del mayor cuidado de la representación arquitectónica en comparación al resto de pintores coetáneos, ejemplificado en el gusto por la arquitectura renacentista pintada en La Adoración a los Magos. Por otra parte, estuvo a cargo de las espectaculares decoraciones para la entrada triunfal de Felipe II en Amberes en 1549, «la más famosa entrada del siglo», según el historiador de arte británico Roy Strong.

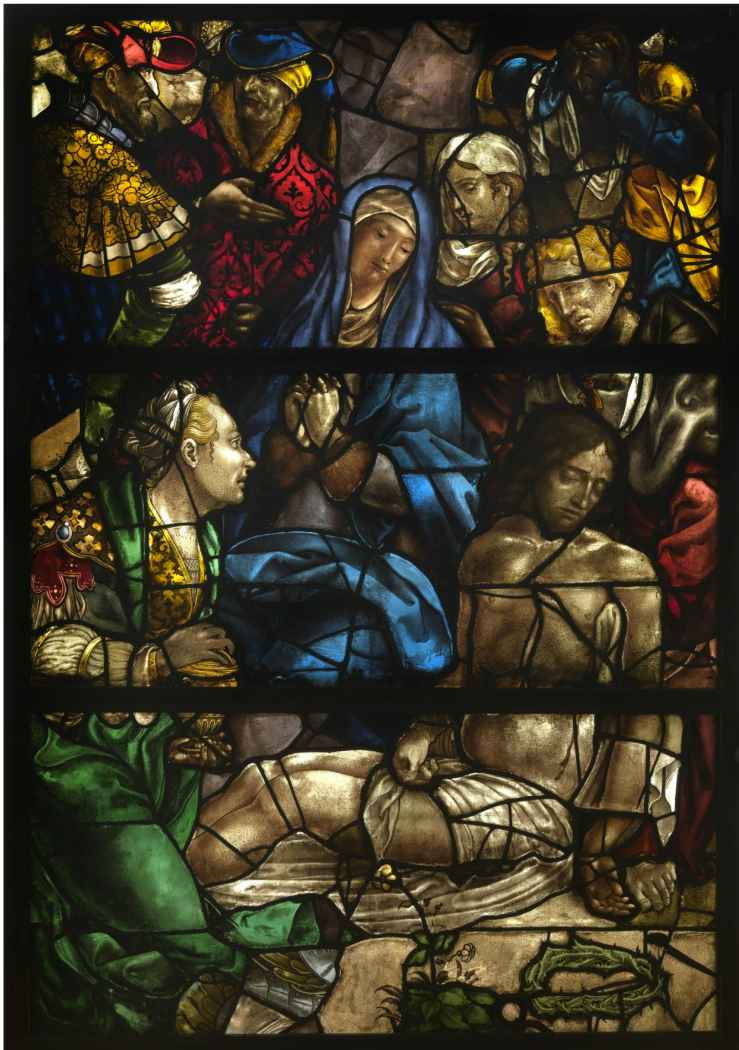
Pietà, vidriera

Aunque no descolló como escultor, aún se conserva una cabeza de su autoría, elaborada con cartón piedra y metales, de carácter escenográfico.

## Obras
Algunas de sus obras son las siguientes:
- La Anunciación, c. 1520, óleo sobre tabla, 62 × 54 cm, Museo de Santa Cruz.
- Santiago el Mayor y once orantes / San Jorge (reverso) (puerta izquierda del Tríptico del Juicio Final), 1532, óleo sobre tabla, 112 x 44 cm, Museo del Prado.
- San Juan Evangelista con dos damas y dos niñas orantes / San Adrián (reverso) (puerta derecha del Tríptico del Juicio Final), 1532, óleo sobre tabla, 112 x 44 cm, Museo del Prado.
- Tabla central del Tríptico del Juicio Final, 1532, óleo, Monasterio de El Escorial.
- Tabla central del Tríptico de Nava y Grimón, 1546, óleo, Museo Municipal de Bellas Artes de Santa Cruz de Tenerife.
- La huida a Egipto, óleo sobre tabla, 42 x 25 cm, Museo del Prado.
- Tríptico de la Adoración de los Magos, óleo sobre tabla, 87 x 101 cm, Museo del Prado.
- Tríptico con la Anunciación, la Adoración de los Magos y la Adoración de los pastores, óleo sobre tabla, 81 x 127 cm, Museo del Prado.
- Tentaciones de San Antonio, óleo sobre tabla, 41 x 53 cm, Museo del Prado.
- Cristo y sus discípulos camino de Emaús, óleo sobre tabla, 68 x 87 cm, colección particular .
- Descendimiento de la Cruz, h. 1535, óleo sobre tabla, 119 x 170 cm, Museo Amstelkring, Ámsterdam .
- Tríptico, años 1530, óleo sobre tabla, 105 x 68 cm (central), 105 x 28 cm (cada ala), colección particular .
- Tríptico: Adoración de los Reyes Magos, óleo sobre tabla, 89 x 57 cm (central), 89 x 25 cm (cada ala), colección particular .

## Galería

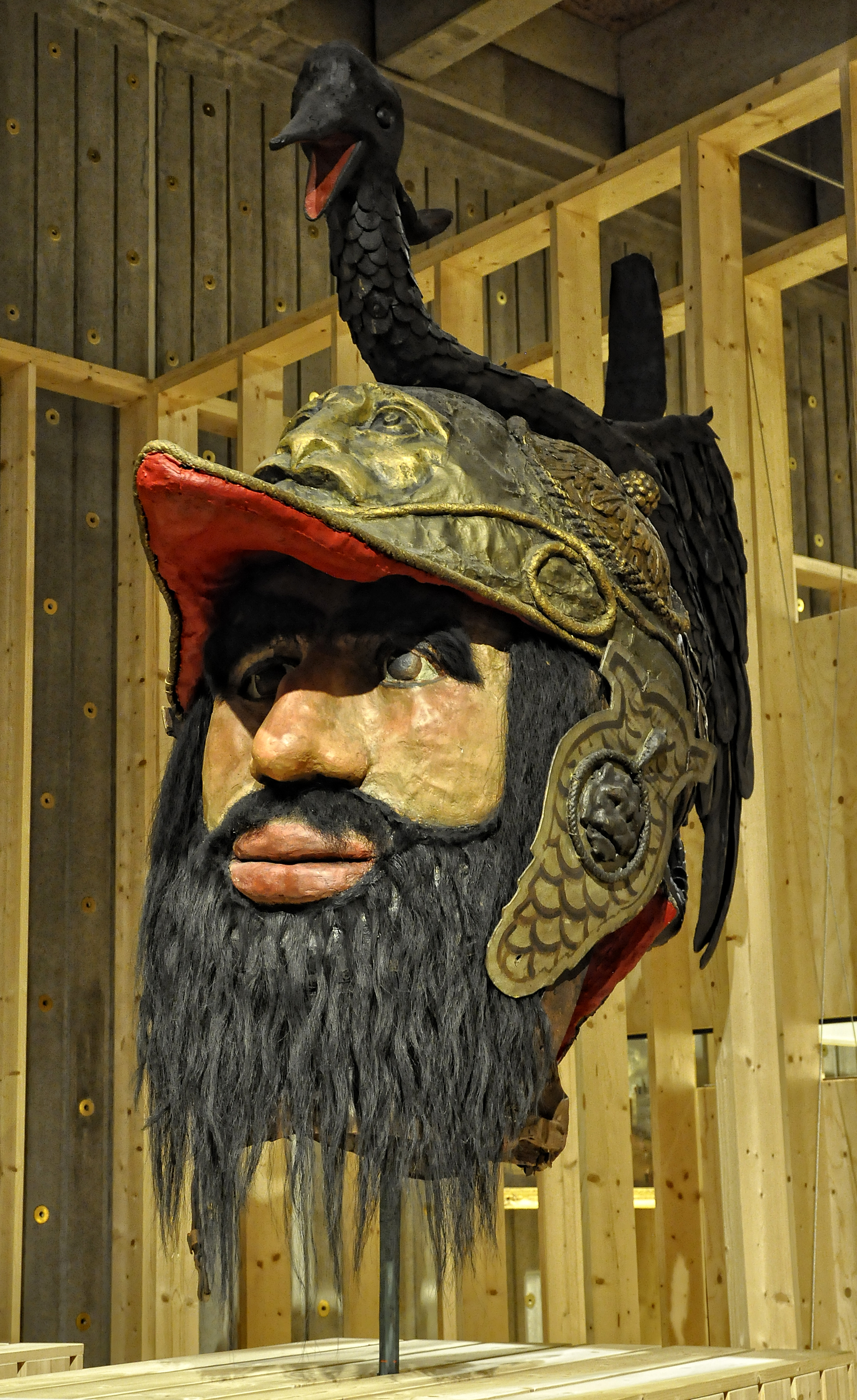
Cabeza de Druon Antigoon, realizada por Coecke van Aelst con cartón piedra, cabello y metal. Se encuentra en el MAS (Museum aan de Stroom) de Amberes.
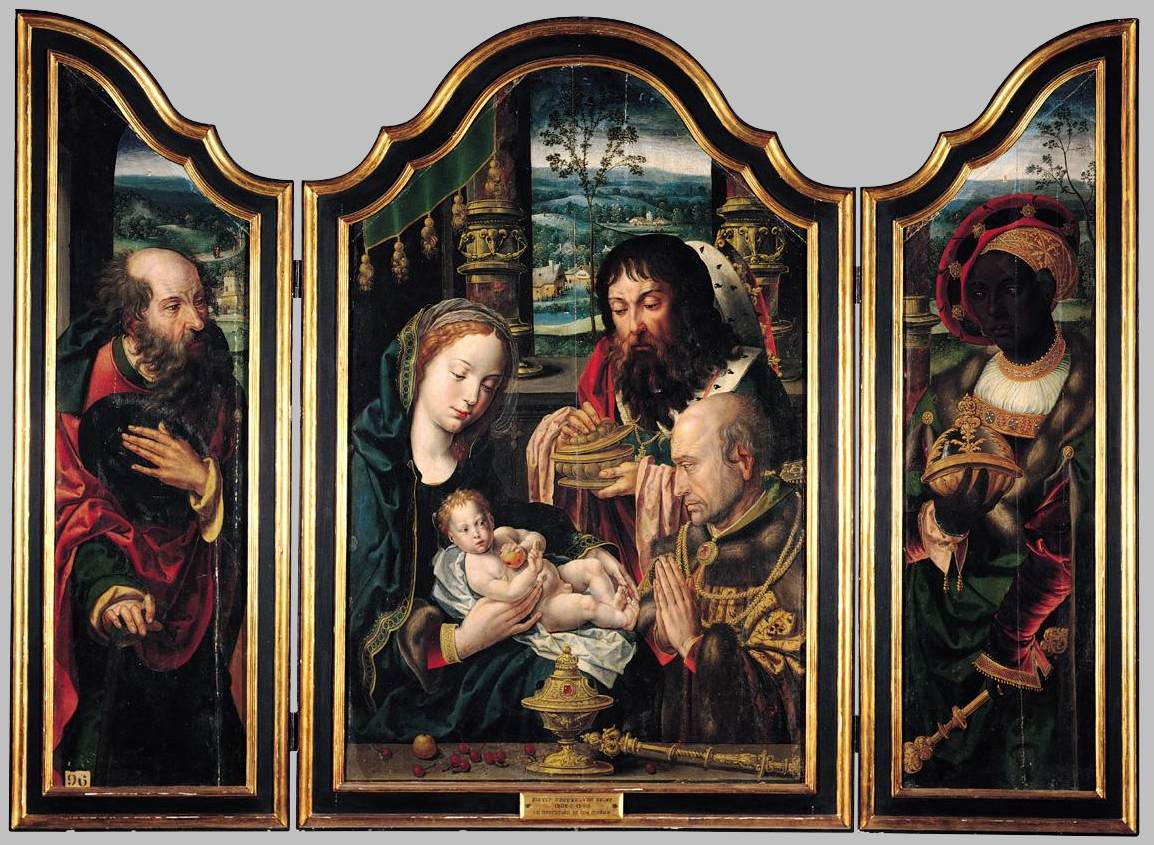
Tríptico La Sagrada Familia.
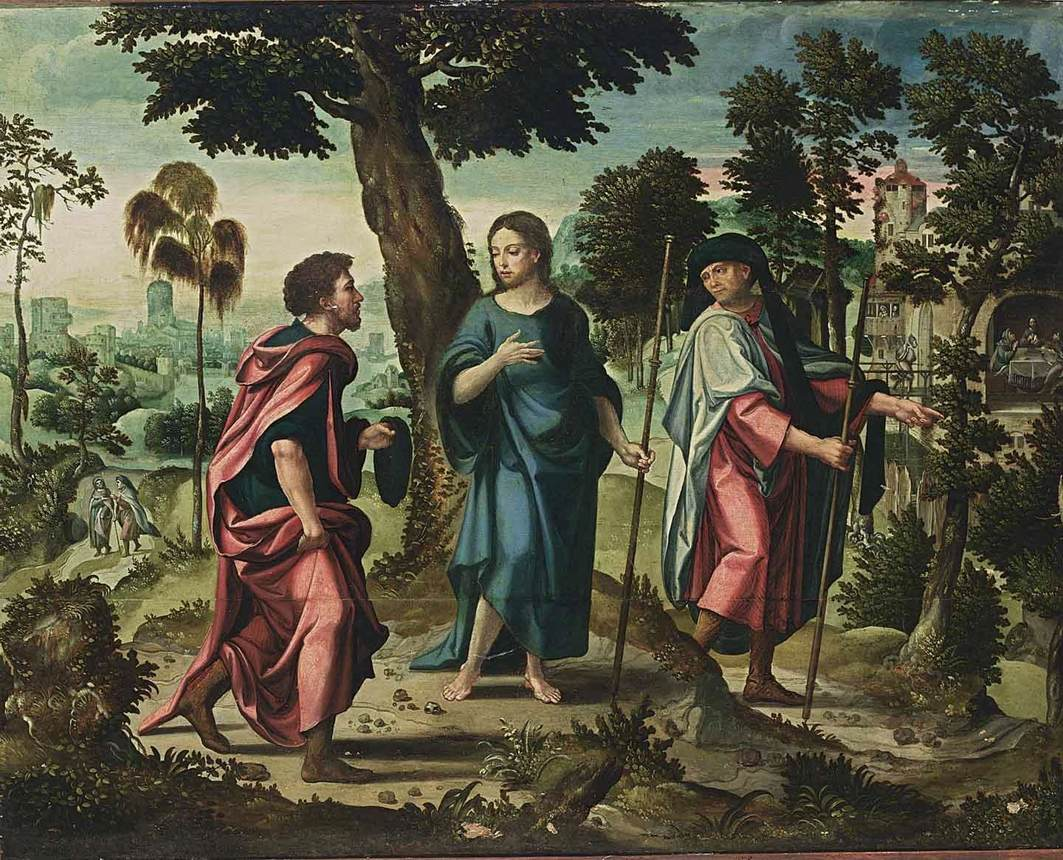
Cristo y sus Discípulos camino a Emaús.
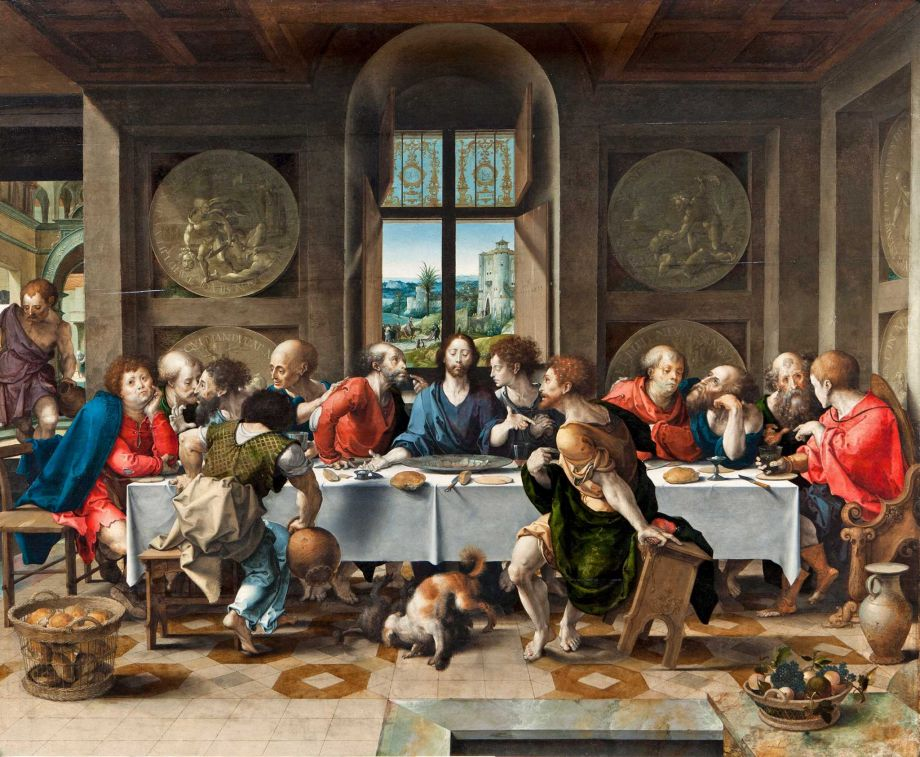
La Última Cena'.
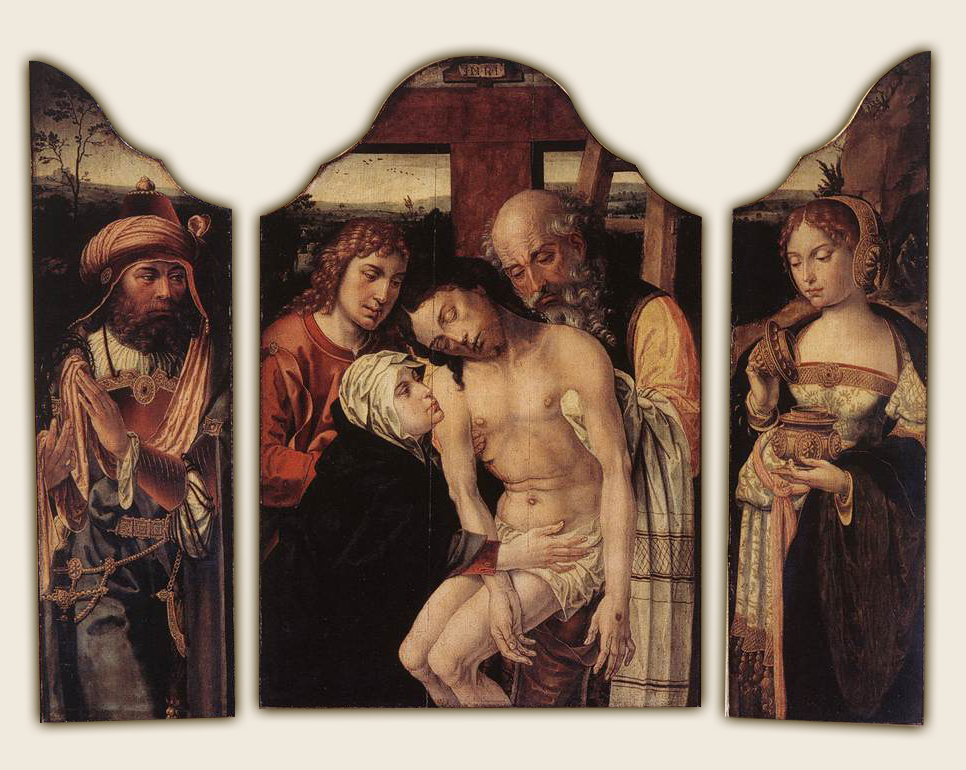
Tríptico Cristo descendido de la cruz, 1535, Museo Amstelkring, Ámsterdam.
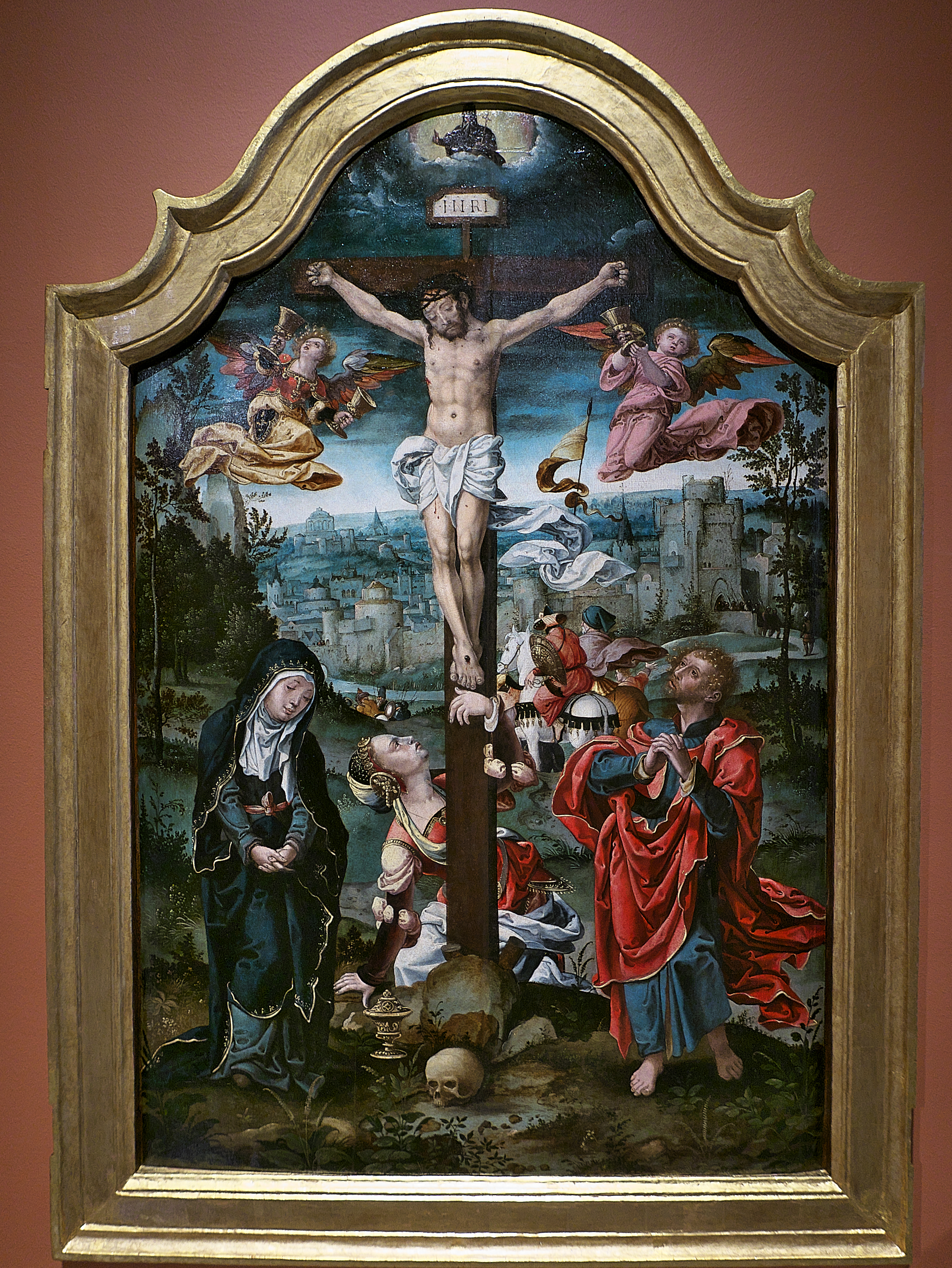
Calvario, Museo de Bellas Artes de Sevilla.